# Cicle de Cassana
El Cicle de Cassana és una trilogia de novel·les de l'escriptor castellut Enric Valor i Vives. Els llibres que conformen aquesta trilogia són Sense la terra promesa (València: Prometeo, 1980); Temps de batuda (València: Fernando Torres, 1983) i Enllà de l'horitzó (València: Tàndem, 1991, en edició conjunta amb les altres dues novel·les).
Amb estil gairebé melodramàtic, aquesta trilogia està ambientat al poble imaginari de Cassana, al sud del País Valencià, en un paisatge de muntanyes i de relacions socials marcades pel feudalisme i la tradició. El Cicle de Cassana és considerada la més important producció novel·lística d'Enric Valor, i molt significativa dins la literatura en català.